# Serie A 1951 (hockey su pista)
La Serie A 1951 è stata la 28ª edizione (la 2ª a girone unico), edizione del torneo di primo livello del campionato italiano di hockey su pista. La competizione ha avuto inizio il 23 giugno e si è conclusa il 22 settembre 1951.
Lo scudetto è stato conquistato dal Monza per la prima volta nella sua storia.

## Stagione

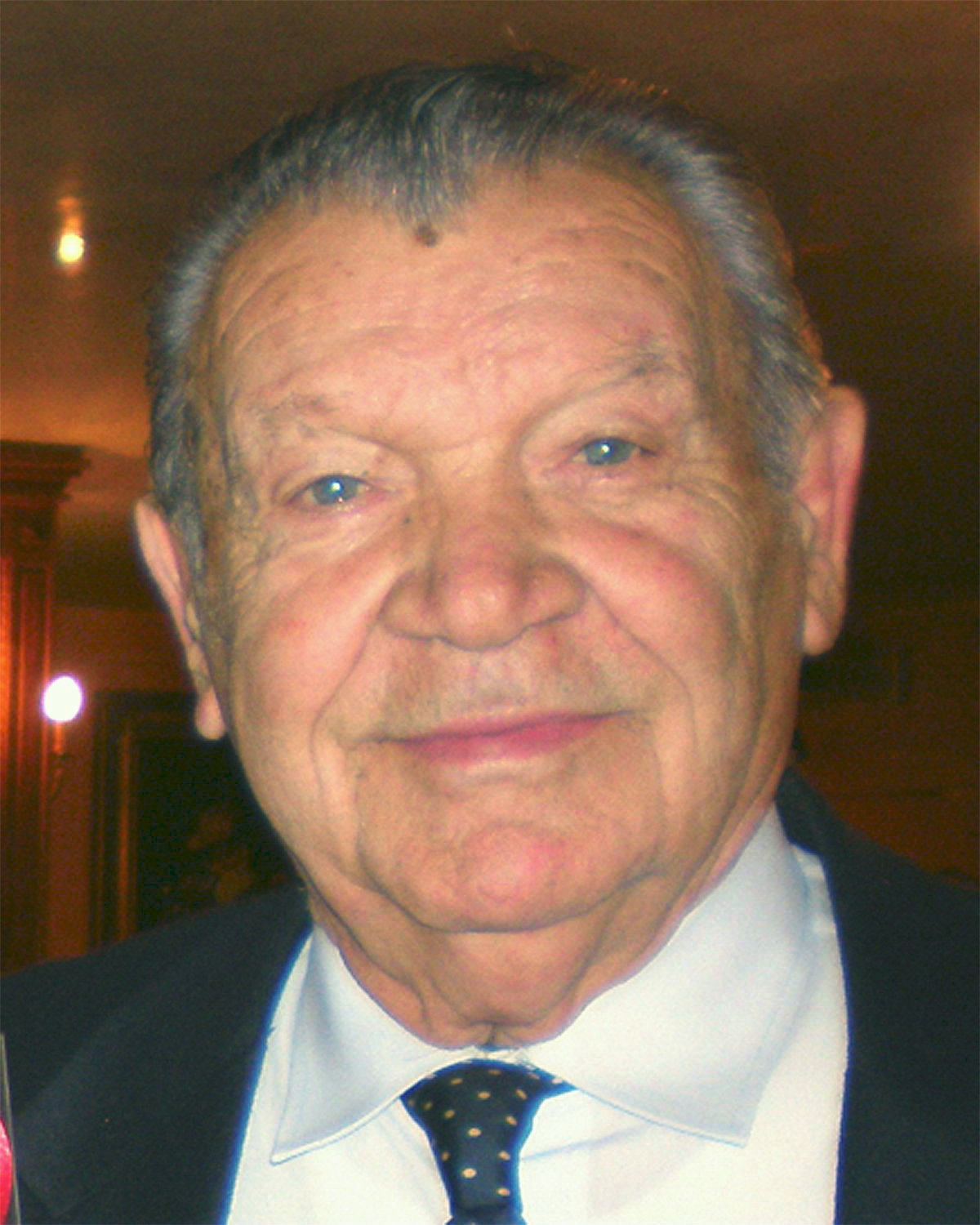
Ferruccio Panagini, capocannoniere del torneo.

### Novità
A prendere il testimone del DLF Trieste retrocesso in serie B vi fu, vincendo il campionato cadetto, il centro sportivo della Pirelli, squadra della città di Milano. Al torneo parteciparono: Bolzanetese, Marzotto Valdagno, Edera Trieste,  Mirabello, Monza, Novara, Triestina e appunto il Pirelli.

### Formula
La formula del campionato fu la stessa della stagione precedente; la manifestazione fu organizzata con un girone all'italiana, con gare di andata e ritorno per un totale di 14 giornate: erano assegnati 2 punti per l'incontro vinto e un punto a testa per l'incontro pareggiato, mentre non ne era attribuito alcuno per la sconfitta. Al termine del campionato la prima squadra classificata venne proclamata campione d'Italia mentre l'ottava classificata retrocedette in Serie B.

### Avvenimenti
Il campionato iniziò il 23 giugno 1951; alla terza giornata prese la testa della classifica con tre vittorie consecutive il sorprendente CRAL Marzotto; alla fine del girone d'andata si ritrovarono appaiate in testa al torneo il Monza e la Triestina con 11 punti. Alla nona giornata vincendo lo scontro diretto contro i giuliani giocato a Monza il club brianzolo restò solo in testa al campionato. La certezza matematica del titolo arrivò alla penultima giornata quando il Monza pareggiando l'incontro contro l'Edera Trieste mantenne 3 punti di vantaggio sulla Triestina a un turno dal termine del torneo laureandosi per la prima volta nella sua storia campione d'Italia. Il Mirabello retrocedette in serie B mentre Ferruccio Panagini del Novara fu capocannoniere del torneo.

## Squadre partecipanti
| Club              | Stagione | Città         | Impianto                        | Stagione precedente              |
| ----------------- | -------- | ------------- | ------------------------------- | -------------------------------- |
| Bolzanetese       | n.d.     | Genova        | Pista Nostra Signora della Neve | 6º in Serie A                    |
| Edera Trieste     | dettagli | Trieste       | Pista di Viale Miramare         | 3º in Serie A                    |
| Marzotto Valdagno | dettagli | Valdagno (VI) | Pista Cavalchina                | 6º in Serie A                    |
| Mirabello         | dettagli | Monza (MI)    | Pista di via Boccaccio          | 7º in Serie A                    |
| Monza             | dettagli | Monza (MI)    | Pista di via Boccaccio          | 2º in Serie A                    |
| Novara            | dettagli | Novara        | Pista in viale Buonarroti       | 1º in Serie A, campione d'Italia |
| Pirelli           | n.d.     | Milano        | Campo Pirelli                   | 1º in Serie B, promosso          |
| Triestina         | dettagli | Trieste       | Pista di Viale Miramare         | 4º in Serie A                    |

### Allenatori e primatisti
| Squadra           | Allenatore    | Cannoniere         |
| ----------------- | ------------- | ------------------ |
| Bolzanetese       |               |                    |
| Edera Trieste     |               |                    |
| Marzotto Valdagno |               |                    |
| Mirabello         |               |                    |
| Monza             |               |                    |
| Novara            | Carlo Ciocala | Ferruccio Panagini |
| Pirelli           |               |                    |
| Triestina         | Mario Cergol  |                    |

## Classifica finale
|  | Pos. | Squadra           | Pt | G  | V  | N | P  | GF  | GS  | DR  |
|  | ---- | ----------------- | -- | -- | -- | - | -- | --- | --- | --- |
|  | 1.   | Monza             | 24 | 14 | 11 | 2 | 1  | 118 | 50  | +68 |
|  | 2.   | Triestina         | 21 | 14 | 10 | 1 | 3  | 124 | 56  | +68 |
|  | 3.   | Novara            | 20 | 14 | 10 | 0 | 4  | 93  | 48  | +45 |
|  | 4.   | Pirelli           | 15 | 14 | 7  | 1 | 6  | 83  | 81  | +2  |
|  | 5.   | Marzotto Valdagno | 12 | 14 | 5  | 2 | 7  | 64  | 89  | -25 |
|  | 6.   | Edera Trieste     | 11 | 14 | 4  | 3 | 7  | 69  | 76  | -7  |
|  | 7.   | Bolzanetese       | 7  | 14 | 2  | 3 | 9  | 52  | 112 | -60 |
|  | 8.   | Mirabello         | 2  | 14 | 0  | 2 | 12 | 41  | 132 | -91 |

Legenda:
      Campione d'Italia.
      Retrocessa in Serie B.
Note:
Due punti a vittoria, uno a pareggio, zero a sconfitta.

## Risultati
| Andata (1ª) | Andata (1ª) | Prima giornata           | Ritorno (8ª) | Ritorno (8ª) |
|             |             |                          |              |              |
| 23 giu.     | 9-1         | Edera Trieste-Mirabello  | 5-5          | 14 ago.      |
| 23 giu.     | 4-3         | Marzotto Valdagno-Novara | 4-8          | 14 ago.      |
| 23 giu.     | 11-0        | Monza-Bolzanetese        | 6-4          | 14 ago.      |
| 23 giu.     | 10-5        | Pirelli-Triestina        | 2-14         | 14 ago.      |

| Andata (2ª) | Andata (2ª) | Seconda giornata            | Ritorno (9ª) | Ritorno (9ª) |
|             |             |                             |              |              |
| 30 giu.     | 3-3         | Bolzanetese-Pirelli         | 3-8          | 18 ago.      |
| 30 giu.     | 2-6         | Mirabello-Marzotto Valdagno | 2-6          | 18 ago.      |
| 30 giu.     | 3-2         | Novara-Edera Trieste        | 5-0          | 18 ago.      |
| 30 giu.     | 4-4         | Triestina-Monza             | 4-7          | 18 ago.      |

| Andata (3ª) | Andata (3ª) | Terza giornata                | Ritorno (10ª) | Ritorno (10ª) |
|             |             |                               |               |               |
| 7 lug.      | 1-10        | Edera Trieste-Triestina       | 4-8           | 25 ago.       |
| 7 lug.      | 12-4        | Marzotto Valdagno-Bolzanetese | 5-5           | 25 ago.       |
| 7 lug.      | 15-2        | Monza-Mirabello               | 11-5          | 25 ago.       |
| 7 lug.      | 3-6         | Pirelli-Novara                | 4-8           | 25 ago.       |

| Andata (4ª) | Andata (4ª) | Quarta giornata             | Ritorno (11ª) | Ritorno (11ª) |
|             |             |                             |               |               |
| 14 giu.     | 6-7         | Edera Trieste-Pirelli       | 5-11          | 1º set.       |
| 14 giu.     | 5-7         | Marzotto Valdagno-Triestina | 2-13          | 1º set.       |
| 14 giu.     | 5-5         | Mirabello-Bolzanetese       | 4-9           | 1º set.       |
| 14 giu.     | 4-1         | Novara-Monza                | 3-5           | 1º set.       |

| Andata (5ª) | Andata (5ª) | Quinta giornata           | Ritorno (12ª) | Ritorno (12ª) |
|             |             |                           |               |               |
| 21 lug.     | 3-6         | Bolzanetese-Edera Trieste | 3-14          | 8 set.        |
| 21 lug.     | 23-3        | Monza-Marzotto Valdagno   | 4-3           | 8 set.        |
| 21 lug.     | 10-3        | Pirelli-Mirabello         | 6-3           | 8 set.        |
| 21 lug.     | 8-4         | Triestina-Novara          | 4-8           | 8 set.        |

| Andata (6ª) | Andata (6ª) | Sesta giornata            | Ritorno (13ª) | Ritorno (13ª) |
|             |             |                           |               |               |
| 28 lug.     | 4-1         | Marzotto Valdagno-Pirelli | 2-8           | 15 set.       |
| 28 lug.     | 2-13        | Mirabello-Novara          | 2-8           | 15 set.       |
| 28 lug.     | 7-3         | Monza-Edera Trieste       | 5-5           | 15 set.       |
| 28 lug.     | 8-1         | Triestina-Bolzanetese     | 10-3          | 15 set.       |

| \| Andata (7ª) \| Andata (7ª) \| Settima giornata \| Ritorno (14ª) \| Ritorno (14ª) \| \| \| \| \| \| \| \| 5 ago. \| 5-5 \| Edera Trieste-Marzotto Valdagno \| 4-3 \| 22 set. \| \| 5 ago. \| 4-6 \| Mirabello-Triestina \| 1-23 \| 22 set. \| \| 5 ago. \| 4-8 \| Novara-Bolzanetese \| 16-1 \| 22 set. \| \| 5 ago. \| 6-7 \| Pirelli-Monza \| 4-12 \| 22 set. \| |             |                                 |               |               |
| Andata (7ª) | Andata (7ª) | Settima giornata                | Ritorno (14ª) | Ritorno (14ª) |
| |             |                                 |               |               |
| 5 ago. | 5-5         | Edera Trieste-Marzotto Valdagno | 4-3           | 22 set.       |
| 5 ago. | 4-6         | Mirabello-Triestina             | 1-23          | 22 set.       |
| 5 ago. | 4-8         | Novara-Bolzanetese              | 16-1          | 22 set.       |
| 5 ago. | 6-7         | Pirelli-Monza                   | 4-12          | 22 set.       |

## Verdetti
| Verdetto               | Club              |
| ---------------------- | ----------------- |
| Campione d'Italia 1951 | Monza (1º titolo) |
| Retrocesse in Serie B  | Mirabello         |

### Squadra campione
| N° | Naz.              | Ruolo | Sportivo          |  |  |  |
| -- | ----------------- | ----- | ----------------- |  |  |  |
| ?  | Italia (bandiera) | E     | Umberto Arnaboldi |  |  |  |
| ?  | Italia (bandiera) | P     | Bruno Bolis       |  |  |  |
| ?  | Italia (bandiera) | E     | Gatti             |  |  |  |
| ?  | Italia (bandiera) | E     | Aldo Gelmini      |  |  |  |
| ?  | Italia (bandiera) | E     | Maurizio Gelmini  |  |  |  |
| ?  | Italia (bandiera) | E     | Emilio Levati     |  |  |  |
| ?  | Italia (bandiera) | E     | Sergio Morello    |  |  |  |
| ?  | Italia (bandiera) | E     | Alberto Zaffaroni |  |  |  |

- Allenatore: ?

## Statistiche del torneo

### Capoliste solitarie
|    | ——         | ——         | —— | —— | —— | —— | —— | ——    | ——    | ——    | ——    | ——    | ——    | —— |  |
|    | CRAL Marz. | CRAL Marz. |    |    |    |    |    | Monza | Monza | Monza | Monza | Monza | Monza |    |  |
|    |            |            |    |    |    |    |    |       |       |       |       |       |       |    |  |
|    |            |            |    |    |    |    |    |       |       |       |       |       |       |    |  |
| 1ª | 2ª         | 3ª         | 4ª | 5ª | 6ª | 7ª | 8ª | 9ª    | 10ª   | 11ª   | 12ª   | 13ª   | 14ª   |    |  |

### Classifica in divenire
|                   | 1ª | 2ª | 3ª | 4ª | 5ª | 6ª | 7ª | 8ª | 9ª | 10ª | 11ª | 12ª | 13ª | 14ª |
| ----------------- | -- | -- | -- | -- | -- | -- | -- | -- | -- | --- | --- | --- | --- | --- |
| Bolzanetese       | 0  | 1  | 1  | 2  | 2  | 2  | 4  | 4  | 4  | 5   | 7   | 7   | 7   | 7   |
| Marzotto Valdagno | 2  | 4  | 6  | 6  | 6  | 8  | 9  | 9  | 11 | 12  | 12  | 12  | 12  | 12  |
| Edera Trieste     | 2  | 2  | 2  | 2  | 4  | 4  | 5  | 6  | 6  | 6   | 6   | 8   | 9   | 11  |
| Mirabello         | 0  | 0  | 0  | 1  | 1  | 1  | 1  | 2  | 2  | 2   | 2   | 2   | 2   | 2   |
| Monza             | 2  | 3  | 5  | 5  | 7  | 9  | 11 | 13 | 15 | 17  | 19  | 21  | 22  | 24  |
| Novara            | 0  | 2  | 4  | 6  | 6  | 8  | 8  | 10 | 12 | 14  | 14  | 16  | 18  | 20  |
| Pirelli           | 2  | 3  | 3  | 5  | 7  | 7  | 7  | 7  | 9  | 9   | 11  | 13  | 15  | 15  |
| Triestina         | 0  | 1  | 3  | 5  | 7  | 9  | 11 | 13 | 13 | 15  | 17  | 17  | 19  | 21  |

### Record squadre
- Maggior numero di vittorie: Monza (10)
- Minor numero di vittorie: Mirabello (0)
- Maggior numero di pareggi: Bolzanetese e Edera Trieste (3)
- Minor numero di pareggi: Novara (0)
- Maggior numero di sconfitte: Mirabello (12)
- Minor numero di sconfitte: Monza (1)
- Miglior attacco: Triestina (124 reti realizzate)
- Peggior attacco: Mirabello (41 reti realizzate)
- Miglior difesa: Novara (48 reti subite)
- Peggior difesa: Mirabello (132 reti subite)
- Miglior differenza reti: Monza e Triestina (+68)
- Peggior differenza reti: Mirabello (-91)

### Classifica cannonieri
| Gol |  |  | Giocatore          | Squadra |
| --- |  |  | ------------------ | ------- |
| ?   |  |  | Ferruccio Panagini | Novara  |